# Mont Chigogabaka
Le mont Chigogabaka (稚児ヶ墓山, Chigogabaka-yama) est une montagne culminant à 596 m d'altitude dans les monts Tanjō et située dans l'arrondissement Kita-ku de Kobe dans la préfecture de Hyōgo au Japon.

## Histoire
Le mont Chigogabaka est le plus haut sommet des monts Tanjō, chaîne qui fait elle-même partie des monts Rokkō. Le nom Chigogabaka signifie littéralement « une tombe d'enfants ». Il y a effectivement une tombe d'enfants tout près du sommet de cette montagne. Ces enfants auraient été tués vers 1580 par des soldats de Toyotomi Hideyoshi qui était sous le contrôle d'Oda Nobunaga. Il existe à cette époque un important temple bouddhiste appelé le Myōyō-ji au sommet du mont Tanjō, temple politiquement allié à Bessho Nagaharu du château de Miki lorsque Hideyoshi attaque Nagaharu. Hideyoshi incendie le temple et tue de nombreux moines et leurs familles. Les gens autour du temple prennent les victimes en pitié – en particulier les enfants – et leur construisent une tombe sur le sommet de cette montagne.